# Panceve, Novomîrhorod
Panceve (în ucraineană Панчеве) este o comună în raionul Novomîrhorod, regiunea Kirovohrad, Ucraina, formată numai din satul de reședință.

## Demografie
Componența lingvistică a comunei Panceve
     Ucraineană (91,54%)
     Rusă (3,9%)
     Română (3,36%)
     Alte limbi (0,16%)
Conform recensământului din 2001, majoritatea populației comunei Panceve era vorbitoare de ucraineană (91,54%), existând în minoritate și vorbitori de rusă (3,9%) și română (3,36%).